# نبو-شوم-ایشکون
نبو-شوم-ایشکون (Nabû-šuma-iškun)، از پادشاهان سلاله نهم بابل (معروف به سلسله E یا سلاله مخلوط) و جانشین اریب-مردوک، او حدوداً از ۷۶۱ تا ۷۴۸ پیش از میلاد سلطنت کرده‌است. وی عضو قبیلهٔ بیت-دکوری بود، قبیله‌ای کلدی که به‌طور حتم می‌دانیم ربطی به قبیلهٔ پادشاه سلف وی، اریب-مردوک نداشته‌است. 

## دوران سلطنت
دورهٔ حکومت شوم‌ایشکون، دوره‌ای ناآرام و بی‌ثبات بوده‌است، کتیبه‌ای متعلق به نبو-شوم-ایمبی (Nabû-šuma-imbi)، حکمران بورسیپا (Borsippa) کشف شده‌است که بر ضعف پادشاه بابل و خودمختاری حکمرانان و فرمانروایان محلی این زمان دلالت دارد. یک منبع اطلاعاتی دیگر، نشان‌دهنده کوشش‌های این حاکمان خودمختار در حفظ و کنترل زمین‌های زراعی‌شان در برابر تاخت‌وتازها و چپاول و دستبردهای غارتگران بابلی، دیلبتی، کلدی و آرامی‌است. به گفتهٔ کتیبه، به هنگام شب کوچه‌های شهر و اطراف معبد آن به صحنه زدوخورد و نزاع تبدیل می‌شد. در سال‌های پنجم و ششم سلطنت پادشاه، درگیری‌ها به اندازه‌ای شدید بود که بت فرقه‌‌ای نبو موفق نشد در آکیتو یا جشن سال نو در بابل شرکت کند.
نبوشوم‌ایشکون، شخصیت اصلی و محوری داستانی است که نسخهٔ مکتوبی از آن از خانه‌ای مربوط به دوران پادشاهی سلوکی در اوروک کشف شده‌است. این اقامتگاه به یک جن‌‌گیر به نام آنو-ایکصور (Anu-ikșur) متعلق بوده‌است. مضمون اصلی این حکایت، نقض کردن تمام اصول و معیارهای اخلاقی و قانونی از سوی پادشاه مزبور می‌باشد که متعاقباً به مرگ و فنای خفت‌بار وی می‌انجامد. سند مزبور، اعمال مجرمانه او را این‌گونه وصف می‌کند:
| او، زنده زنده شانزده کوت‌هایی را در دروازهٔ زابابا (Zababa) در قلب بابل سوزاند، در حق فردی به نام Iltagal-il که از شهر Dur-ša-karbi به حضورش آمده‌بود و عهد و پیمان بسته و سوگند وفاداری خورده بود، مرتکب توهین و افترای وصف ناپذیر شد و شهر او را همانند غنیمتی جنگی به حساب آورد. یک تره فرنگی، چیزی که در Ezida قدغن است، او به معبد نبو (Nabu) آورد و به فردی که وارد معبد می‌شد، (یعنی کاهن معبد) داد تا بخورد، اقدامی که آشکارا نابخشودنی بود. |

متأسفانه داستان در دورهٔ باستان آسیب دیده و به همین علت معلوم نیست که وی چگونه به سزای اعمال بد خود رسیده‌است. همان‌طور که گفته شد، دوره دقیق حکومت وی مشخص نیست، ولی این معلوم و محقق است که سال ۷۴۸ پ.م. آخرین سال فرمانروایی وی بوده‌است، چرا که از زمان حکومت نبوناصر به بعد، همهٔ تاریخ‌ها حتمی و محقق هستند.